# カンビオン
カンビオン(Cambion)は、オカルティズムにおける、インキュバスやサキュバスといった夢魔と人間の間に産まれた混血児である。コラン・ド・プランシーの『地獄の辞典』がカンビオンの名を紹介した最初期の文献とされる。

## 語源
言語学者ベンジャミン・W・フォーストン4世 (Benjamin W. Forston IV) は、著書『Indo-European Language and Culture: An Introduction』の中でカンビオンという言葉は紀元1世紀のガリアにまで遡るもので、ケルト語派で「曲がっている」を意味する“kamb”が語源であり、行ったり来たるする前後運動から交換を意味する語となった。その後ラテン語に借用され“cambiare”となり、最終的には英語の“change”に繋がったのではないかと言及している。

## 地獄の辞典
1813年に出版された『地獄の辞典』ではこのように言及されている。
カンビヨン (Cambions) , -- 魔神の子供。ド・ランクルやボダンによれば、インキュバス（男性淫魔）はサキュバス（女性淫魔）と交わることができ、その結合が醜い子供が生まれる。この子たちはカンビヨンと呼ばれ、人間の子よりははるかに体重が重いが、いくら食べてもそれ以上肥えることはなく、かりに3人の乳母の乳を吸い尽くしても体は大きくならない....
カンビオンの項目では、他にも“迷信深いルター”の『対談録（コロク）』なるものを引き合いにして、カンビオンの子は7歳までしか生きられず、人が触れると泣き叫び、家に不吉なことがあると笑ったと記述している。また、マイヨルの報告と称して、ガリシアでカンビオンの子供を連れた1人の乞食が川を渡れずにいた所を、憐れんだ通行人が子供を馬に乗せようとしたところ、あまりの重さに馬が潰れてしまった。乞食を捕らえ尋問したところ、子供が小さな魔神であることを白状し、誰もがその振る舞いを恐れて施しを拒まなかったという逸話も記されている。